# 에코다역
에코다역(일본어: 江古田駅, えこだえき)은 일본 도쿄도 네리마구에 있는 세이부 철도 이케부쿠로선의 철도역이다.

## 타는 곳
| ↑ 히가시나가사키 |
| \| 4 3 \| 2 1 \| |
| 사쿠라다이 ↓     |

| 1 | ■ 이케부쿠로선 | 네리마・샤쿠지이 공원・호야・히바리가오카・ 기요세・도코로자와・고테사시・한노 방면 |
| 2 | ■ 이케부쿠로선 | 네리마・샤쿠지이 공원・호야・히바리가오카・ 기요세・도코로자와・고테사시・한노 방면 |
| 3 | ■ 이케부쿠로선 | 이케부쿠로 방면                                                                     |
| 4 | ■ 이케부쿠로선 | 이케부쿠로 방면                                                                     |

- 현재 1번, 4번 타는 곳은 사용하지 않는다.

## 출구 정보
- 북쪽 출입구 (北口)
  - 무사시노 음악대학
  - 일본 대학 예술학부
  - 세이부 유라쿠초선 신사쿠라다이역(북서쪽 방향으로 약 500m)
  - 도쿄 지하철 고타케무카이하라역(북동쪽 방향으로 약 900m)
- 남쪽 출입구 (南口)
  - 무사시노 대학
  - 도영 오에도선 신에코다역(남남서 방향으로 약 600m)

## 역사
- 1922년 11월 1일 - 영업 개시

## 인접역
| 세이부 철도■이케부쿠로선       | 세이부 철도■이케부쿠로선 | 세이부 철도■이케부쿠로선 |
| ------------------------------ | ------------------------ | ------------------------ |
| 히가시나가사키 이케부쿠로 방면 | ■보통                    | 사쿠라다이 한노 방면     |